# Kościół Matki Bożej Królowej Polski i św. Jana Kantego w Sandomierzu
Kościół Matki Bożej Królowej Polski i świętego Jana Kantego w Sandomierzu – rzymskokatolicki kościół parafialny należący do parafii pod tym samym wezwaniem (dekanat Sandomierz diecezji sandomierskiej). Znajduje się w sandomierskiej dzielnicy Nadbrzezie.
Jest to świątynia wzniesiona w latach 1984–1993 według projektu opracowanego przez zespół architektów: inżyniera Zdzisława Nowakowskiego, doktora Zbigniewa Paszkowskiego i inżyniera Mariana Olendra, odpowiedzialnego za stronę konstrukcyjną. Pieczę nad całością prac budowlanych sprawował ksiądz Jan Młynarczyk. Teren pod budowę świątyni został poświęcony przez biskupa Ignacego Tokarczuka 6 czerwca 1982 roku. Prace budowlane zostały rozpoczęte 14 lipca 1984 roku. Wmurowanie kamienia węgielnego, który poświęcił papież Jan Paweł II w Rzymie, odbyło się 19 października 1985 roku. Kościół dolny został poświęcony przez biskupa Edwarda Frankowskiego 20 października 1991 roku. Od 1993 roku trwały prace wykończeniowe górnej świątyni, która została konsekrowana przez biskupa Wacława Świerzawskiego 20 października 1996 roku. W późniejszych latach zostały podjęte dalsze prace dekoracyjno-wyposażeniowe, m.in. została ułożona granitowa posadzka (1999 rok), zostało wykonane ogrzewanie gazowe (2014 rok). Dolna świątynia została częściowo uszkodzona w czasie powodzi w 2010 roku. Kościół jest dwupoziomowy, w jego przyziemiu znajdują się: kaplica i sale zaplecza. Do kościoła głównego wchodzi się przez kaskadę schodów. Sama świątynia została wzniesiona na planie zbliżonym do kwadratu, z osią po przekątnej. Modernistyczna, czyli rzeźbiarska forma otynkowanej i pomalowanej na biały kolor bryły, przypomina łabędzia, płynącego po wodzie. Wysoka wieża na frontonie zbudowana na planie pięciokąta, charakteryzująca się wysuniętym i niejako zadartym w górę szczytem i proporcjonalnym wręgiem na jej osi, przypomina szyję łabędzia, podczas gdy dach bocznych części jednonawowej świątyni, razem z wyrastającymi ponad niego symetrycznymi, dekoracyjnymi ścianami frontonu, przypomina skrzydła łabędzia. Wnętrze kościoła, pomalowane w ciepłe barwy, charakteryzuje się wąskim i wysokim prezbiterium z obrazem Matki Bożej Częstochowskiej. Za nim jest umieszczone na pół okalające zaplecze z klatką schodową, prowadzącą z tyłu świątyni na poddasze, przez które okrągłymi otworami stropu nawy wpada światło z rzędu świetlików umieszczonych w równoległym do kalenicy uskoku dachu.